# Юганская Обь (протока)
Юганская Обь — левая протока реки Обь в Ханты-Мансийском автономном округе России. Ответвляется от Оби на высоте 28 м над уровнем моря около острова Юганский. Течёт на запад по территории Нефтеюганского района, городского округа города Нефтеюганска и Сургутского района. Впадает в Обь в 1353 км от устья, на высоте 24 м над уровнем моря около острова Сунтяульский.
По данным государственного водного реестра, длина водотока Юганской Оби — 195 км. Притоки — реки Большой Балык и Большой Юган, а также протоки Вачемпас, Сангапайская, Катымьяс (Сухой Балык), Окопас, Сырой Аган, Покомас и Коленковая.
На правом берегу среднего течения реки стоит город Нефтеюганск.